# علي جابر الأحمد الصباح
الشيخ علي جابر الأحمد الصباح (1950 -)، محافظ محافظة العاصمة السابق في الكويت وهو أحد أبناء أمير دولة الكويت الثالث عشر الشيخ جابر الأحمد الصباح من زوجته موضي برجس عبد الله السور.

## حياته العلمية والعملية
- حاصل على ليسانس آداب من قسم الاجتماع بجامعة القاهرة.
- بدأ حياته العملية بوزارة الداخلية عندما تم تعيينه مراقبًا لإدارة الإيرادات والخزينة، ثم تدرج بوظائف في الوزارة فأصبح مديرًا لإدارة الخزينة ثم مساعد عام للشؤون المالية وبعدها رقي إلى مدير عام الشؤون المالية إلى أن أصبح وكيل وزارة الداخلية المساعد للشؤون المالية بالنيابة.

## حياته الأدبية
- في الفترة ما بين عام 1989 و1994 ترأس الاتحاد الكويتي للمزارعين.
- بعام 1985 بدأ بكتابه الشعر، وقدّم العديد من القصائد الغنائية، وهو يكتب تحت اسم مستعار هو «الشاهين».[2]
- يقوم بكتابة مقالات في الصحف الكويتية، وكان قد بدأ بالكتابة تحت عنوان «كويتي قح» ثم توقف، ثم عاد للكتابة مرة أخرى بعنوان «الوطن ثم الوطن ثم المواطن»، وكانت مقالاته أسبوعية.[3]

## مناصبه
تولّى منصب المحافظ لعدد من المحافظات بالكويت:
- محافظ محافظة الأحمدي في الفترة ما بين 1996 وحتى 1999.
- محافظ محافظة الجهراء في الفترة ما بين 1999 وحتى 2006.
- محافظ محافظة العاصمة من عام 2006.

## حياته العائلية
تزوج من:
- الشيخة أفضال دعيج السلمان الصباح.
- خلود محمد أبا الخيل.

ولديه من الأبناء:
- عليا.
- فيصل.
- أحمد.
- جابر.
- منوة.
- صباح.
- بيبي.
- غرام.
- مشايخ.
- كيندا.
- يوسف.